# Leptodelphax maculigera
Leptodelphax maculigera är en insektsart som först beskrevs av Stsl 1859.  Leptodelphax maculigera ingår i släktet Leptodelphax och familjen sporrstritar. Inga underarter finns listade i Catalogue of Life.